# Іванов Анатолій Олександрович (науковець)
Іванов Анатолій Олександрович (нар. 27 вересня 1912 року в с. Широке Солонянського району Дніпропетровської області — пом. 31 грудня 2001 року) — радянський і український науковець, інженер-електромеханік, доктор технічних наук (1960), професор (1964).
Основні сфери наукових зацікавлень: створення технічних засобів автоматики, автоматизація технологічних
процесів вугільних шахт (зокрема, автоматизація шахтної підіймальної установки) та збагачувальних фабрик, дослідження газоструминного подрібнювання матеріалів, розробка і впровадження мікропроцесорних систем управління в гірничій промисловості й інших галузях господарства.

## Життєпис
З 1930 р. працював на заводі ім. Петровського помічником машиніста (м. Дніпропетровськ).
У 1932—1937 навчався у Дніпропетровському гірничому інституті за спеціальністю гірничий інженер-електромеханік з 1937 р. поступив у аспірантуру.
У 1939—1940 рр. працював помічником механіка шахти, потім старшим інженером комбінату «Сталінвугілля».
У 1941—1943 — офіцер-артилерист у діючій армії.
У 1945 р. призначений Директором Донецького філіалу Всесоюзного науково-дослідного вугільного інституту і у 1946 р. захищає кандидатську дисертацію.
У 1946—1956 рр. працював начальником відділу стаціонарного устаткування Донецького філіалу Всесоюзного науково-дослідного вугільного інституту («ДонВугі»).
З 1956 р. перейшов на роботу в Дніпропетровський гірничий інститут на посаду доцента кафедри гірничої
електротехніки. 
1957—1962 — Декан гірничо-механічного факультету. 
У 1959 р. захистив докторську дисертацію з дисципліни «Теорія автоматичного регулювання і управління».
У 1961 році заснував кафедру автоматизації виробничих процесів у Дніпропетровському гірничому інституті.
У період 1961—1989 рр. — завідувач кафедрою автоматизації виробничих процесів.
До 1999 р. — працював на викладацьких посадах у Національному гірничому університеті (Дніпропетровськ).

## Творчий доробок
Іванов Анатолій Олександрович — автор понад 150 наукових праць і понад 20 винаходів, з них двох
монографій з питань автоматизації шахтних підйомних установок, трьох навчальних посібників та підручника з теорії автоматичного керування і одного підручника з автоматизації підземних гірничих робіт, в тому числі:
- Теория автоматического управления и регулирования. — М.: Недра, 1970. — 352 с.
- Автоматизация процессов подземных горных работ / А. А. Иванов, И. А. Бражников, В. В. Ткачев, В. Г. Шаруда, В. В. Ковальчук, В. Л. Кожевников, В. П. Чернышов, М. С. Пушкарь, Е. Н. Веремей. — К.; Донецк: Вища школа 1987. — 328 с.
- Теорія автоматичного керування: підручник. — Д.: НГУ, 2003. — 249 с.

## Нагороди та відзнаки
Нагороджений орденами Червоної Зірки, «Знак Пошани», медаллю
«За відновлення шахт Донбасу» і п'ятьма іншими медалями, знаками
«Шахтарська слава» трьох ступенів, Почесною грамотою Президії
Верховної Ради України.